# Jowisz i Antiopa (obraz Jeana-Antoine Watteau)
Jowisz i Antiopa lub Satyr i śpiąca nimfa (fr. Jupiter et Antiope) – obraz olejny autorstwa francuskiego malarza Antoine Watteau. Prawdopodobnie powstał pomiędzy 1714 i 1719 rokiem. Był pierwotnie pomyślany jako supraporta. Aktualnie znajduje się w Luwrze.

## Opis obrazu
Obraz ma formę owalną, o szerokości 107,5 cm i wysokości 73 cm. Na pierwszym planie jest pokazana śpiąca, rozebrana Antiopa. Spoczywa ona na prawym boku, z głową wyciągniętą w kierunku lewej krawędzi obrazu i przodem ciała zwróconym w stronę obserwatora. Jej prawa ręka leży lekko ugięta pod głową, zaś lewa zwisa w kierunku przepaści, rozpościerającej się z przodu. Jednocześnie ręka ta zakrywa prawą pierś, podczas gdy lewa jest odsłonięta. Obie nogi są zgięte w biodrach o ok. 90 stopni w kierunku obserwatora. Prawa łydka spoczywa równolegle do tułowia. Lewa noga jest wygięta w stronę prawego dolnego rogu. Skóra na całym ciele jest blada, przez co wyraźnie rozświetla obraz, którego reszta jest utrzymana w ciemnej, ziemistej tonacji. Pod śpiącą znajduje się płachta materiału, na wysokości piersi zwisająca w stronę przepaści, znikająca za ręką przy głowie, a za głową podniesiona przez satyra.

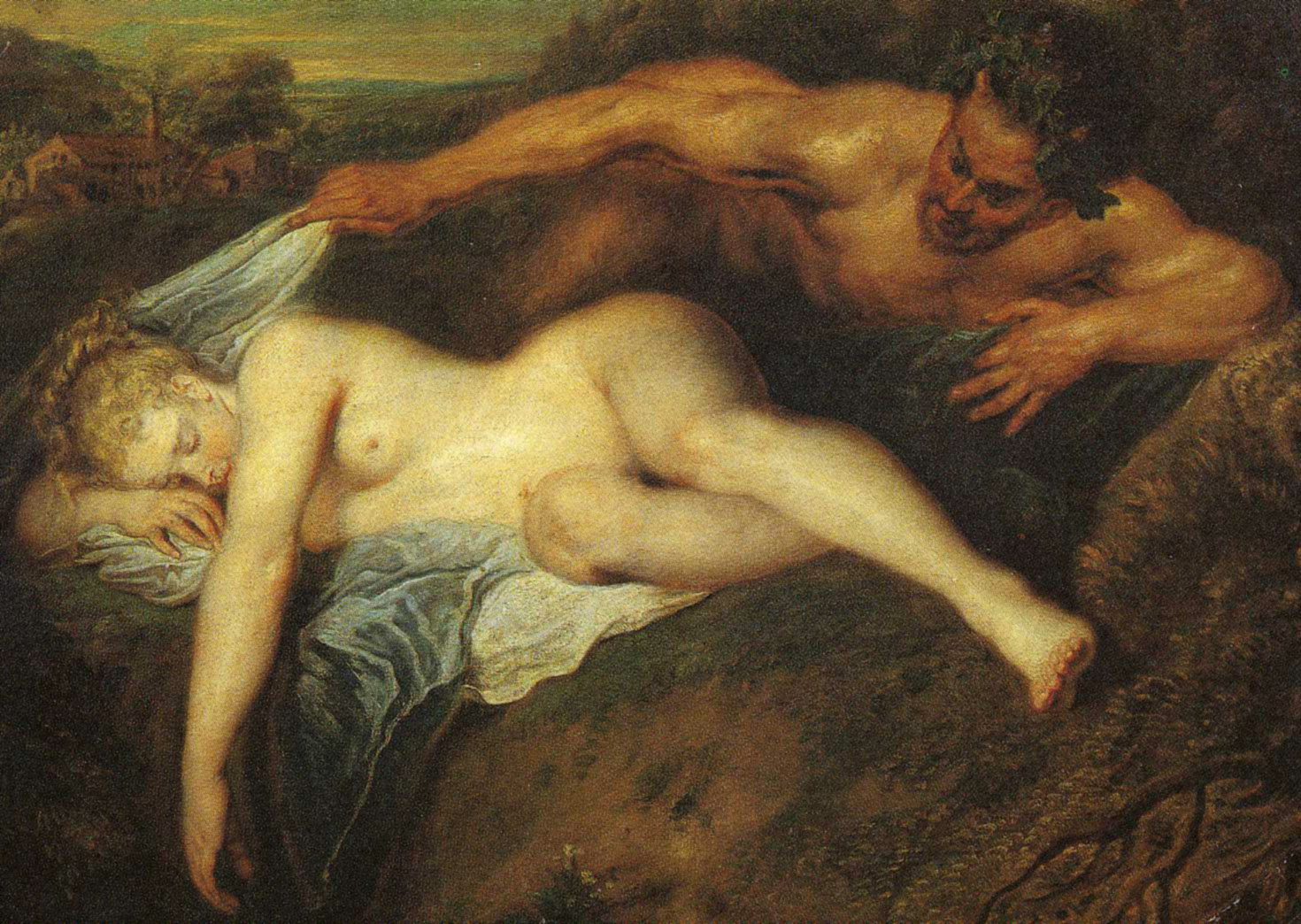
Jowisz i Antiopa, detal.

Na głowie satyra leży wieniec z liści winogron, wskazujący na powiązanie z Bachusem. Jego postać jest umieszczona za postacią kobiety i skierowana w przeciwną stronę, frontem do oglądającego. W prawej ręce trzyma materiał nad ramieniem Antiopy i widać, że właśnie odkrył śpiącą. Jego lewe ramię leży ugięte na korzeniu drzewa przy prawej krawędzi obrazu, podtrzymując ciało. Głowę i tors satyr pochyla nad biodrami śpiącej, by się jej przyjrzeć, z pożądliwie wysuniętym językiem. Biodra są zarysowane niewyraźnie, a ciało poniżej nich niewidoczne. Satyr jest przedstawiony w tonacji brązów. Jego opalona skóra i muskularne ciało stoją w wyraźnym kontraście wobec delikatnej, jasnej Antiopy.
Przy dolnej krawędzi jest przedstawiona przepaść w ziemi utrzymana w ciemnych brązach. Po obu stronach obrazu z ziemi wyrastają sękate korzenie, które rozszerzają się w słabo zarysowane drzewa. Podłoże w tle obrazu tworzy pagórkowaty krajobraz z pojedynczymi domostwami. Powyżej znajduje się zachmurzone niebo, dyskretnie oświetlone światłem zmierzchu.
Kompozycja obrazu jest wpasowana w owal. Śpiąca Antiopa wyznacza swoim ciałem główną oś poziomą, a przez biodra i ugięte – oś pionową. Ramię satyra i nogi kobiety tworzą wygięte linie równoległe do górnej krawędzi obrazu. Lewe przedramię Satyra i przedłużenie prawej nogi Antiopy biegną równolegle do dolnej krawędzi – w ten sposób obie centralne figury swoim ułożeniem tworzą dodatkowy owal w środku obrazu, przełamany jedynie wyciągniętą prawą ręką Antiopy. Głębie przestrzeni buduje pochylenie ciała satyra oraz zgięcie nóg Antiopy.

## Tło mitologiczne i jego recepcja w sztuce

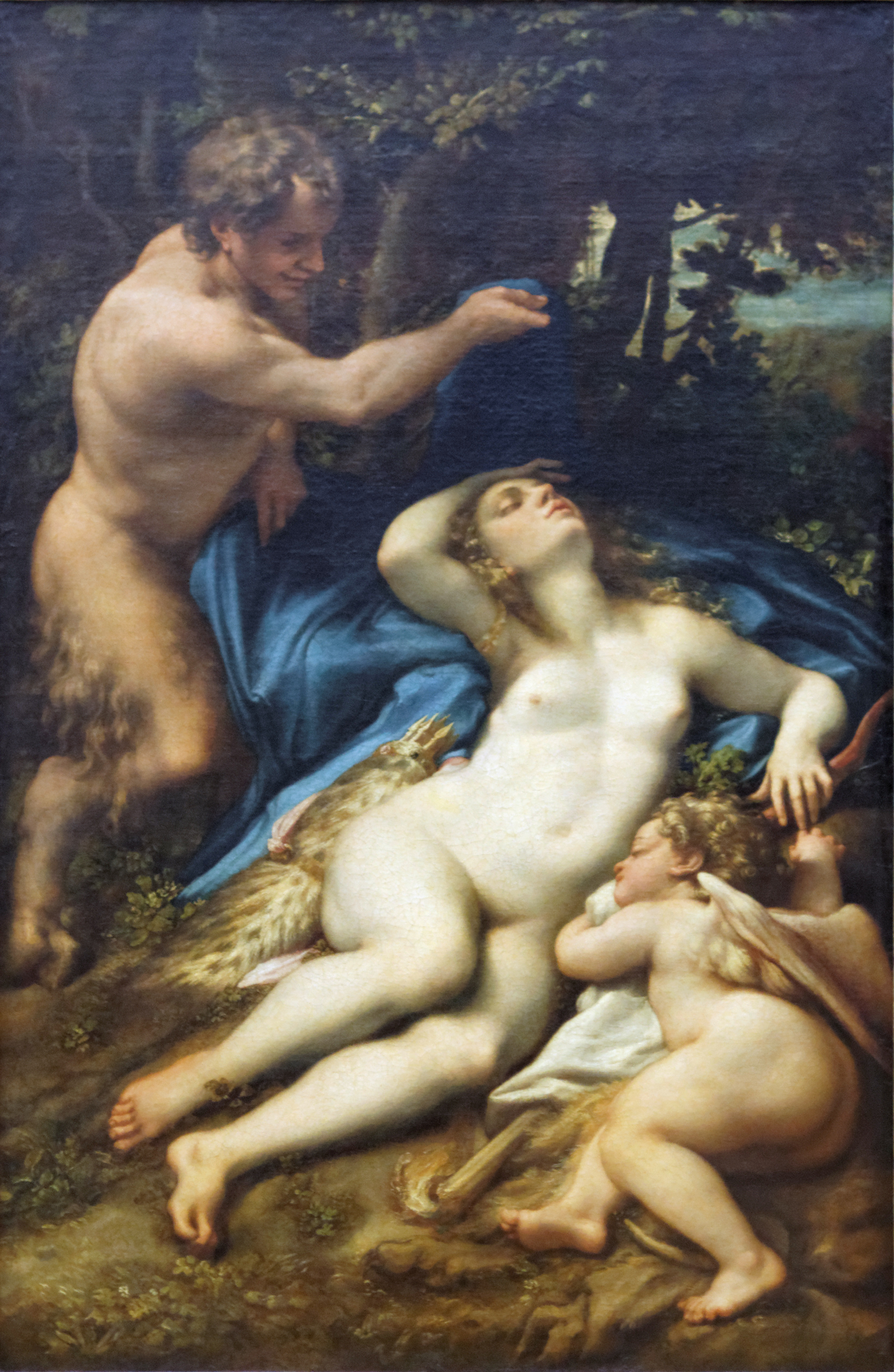
Correggio: Jowisz i Antiopa (z Erosem), ok. 1528

Obraz bazuje na historii z greckiej mitologii o uwiedzeniu Antiopy przez Zeusa, zastąpionego później w mitologii rzymskiej Jowiszem. Zgodnie z mitem Antiopa, piękna córka króla Nikteusza z Teb, została zaskoczona i uwiedziona we śnie przez Zeusa pod postacią satyra. Zaszła w ciążę i urodziła bliźnięta, Amfiona i Zetosa. Gdy dorośli, zemścili się oni na bracie Nikteusza, Likosie, za jego traktowanie Antiopy. Zabili go i przejęli Teby.

## Satyr i nimfa

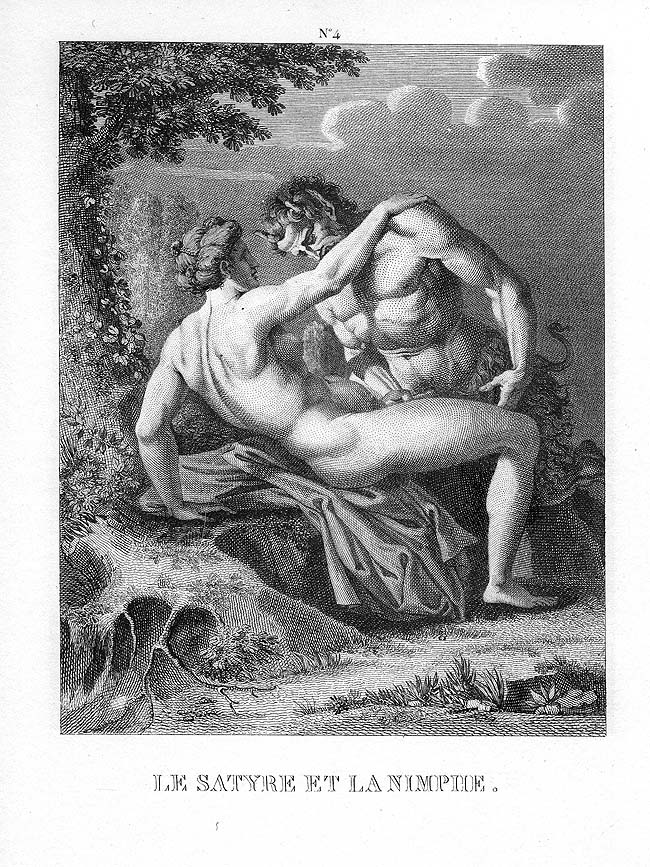
Agostino Carracci: Satyr i nimfa

Satyry i nimfy są w mitologii greckiej dwoma przeciwieństwami, które łączy tylko wspólna u obu pożądliwość. Od słowa nimfa pochodzi termin nimfomanii, zaś satyriaza to obecnie rzadko używane określenie analogicznego zaburzenia u mężczyzn.
Zarówno nimfy, jak i satyrowie byli często przedstawiane w mitologii (a także ilustracjach scen z mitologii) w jednoznacznym powiązaniu z erotyzmem, byli też równie lubianym tematem w sztuce. Istnieją pomiędzy nimi wyraźne kontrasty estetyczne. Nimfy są przeważnie ukazywane jako piękne, często z bladą skórą koloru kości słoniowej, przez to bardzo delikatną oraz z idealną kobiecą figurą, podobnie jak przedstawienia Wenus. Z drugiej zaś strony satyrowie, poddani Bachusa, są zwykle szpetni, z koźlimi rogami i nogami, oraz przynajmniej częściowe pokryci futrem. Oprócz tego są silni, muskularni i opaleni. Satyr stoi w optycznym kontraście do nimfy, przez co oboje tworzą idealną parę do przedstawiania w sztuce.

## Powstanie dzieła

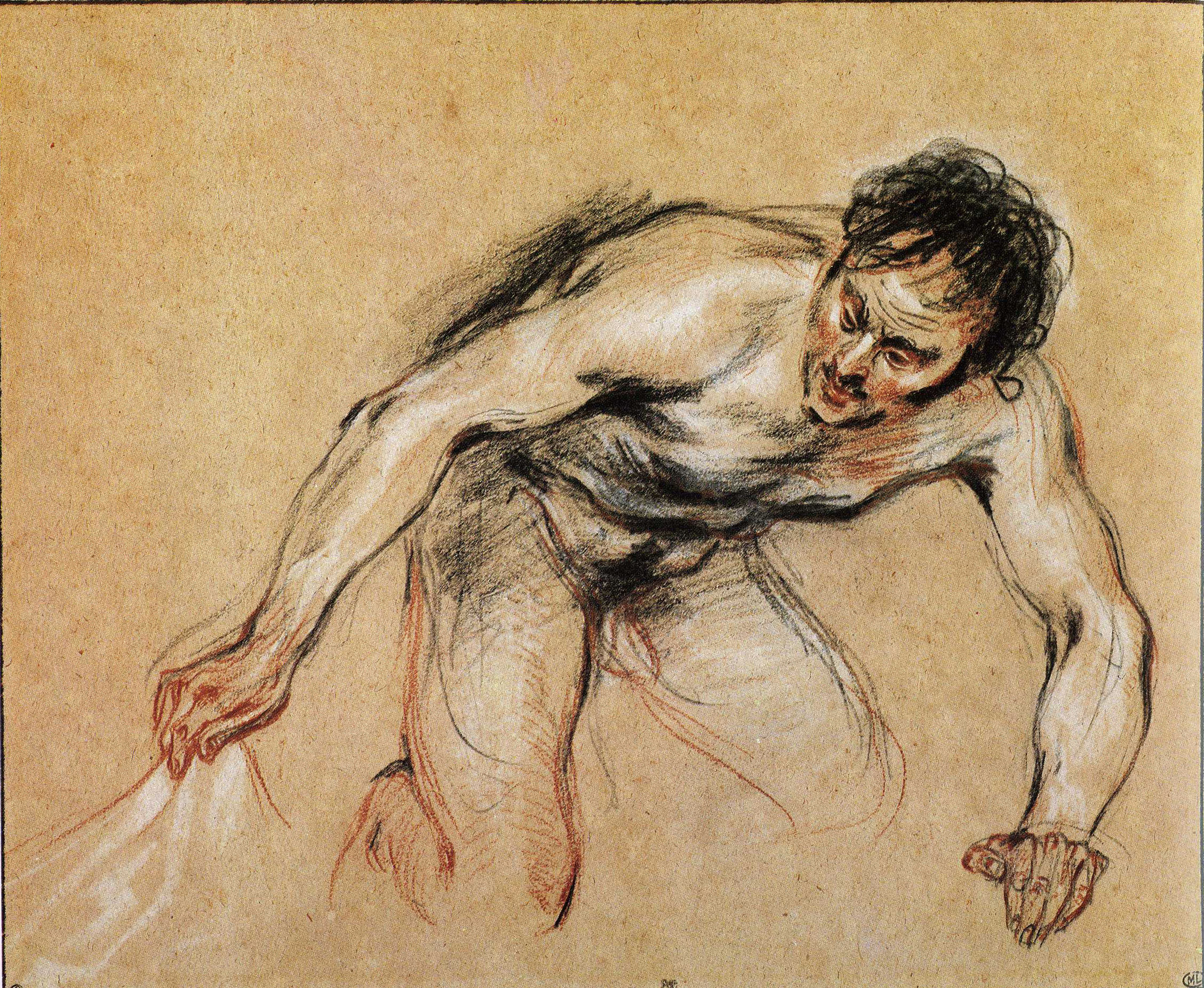
Szkic do Jowisza i Antiopy ze stojącym satyrem.

Okoliczności powstania dzieła nie zostały ostatecznie ustalone. W literaturze z zakresu historii sztuki przeważa pogląd, że obraz powstał na zlecenie finansisty Pierre'a Crozata, pod instruktażem nauczyciela Watteau Charlesa de la Fosse'a, w podobnym okresie co Cztery pory roku. La Fosse zachęcił Watteau, niedoświadczonego w zakresie malarstwa historycznego, do przyjęcia zlecenia na alegorie pór roku. Cztery pory roku miały być przedstawione w owalnej formie, z mitologicznymi półaktami, jako dekoracja do jadalni Crozata.

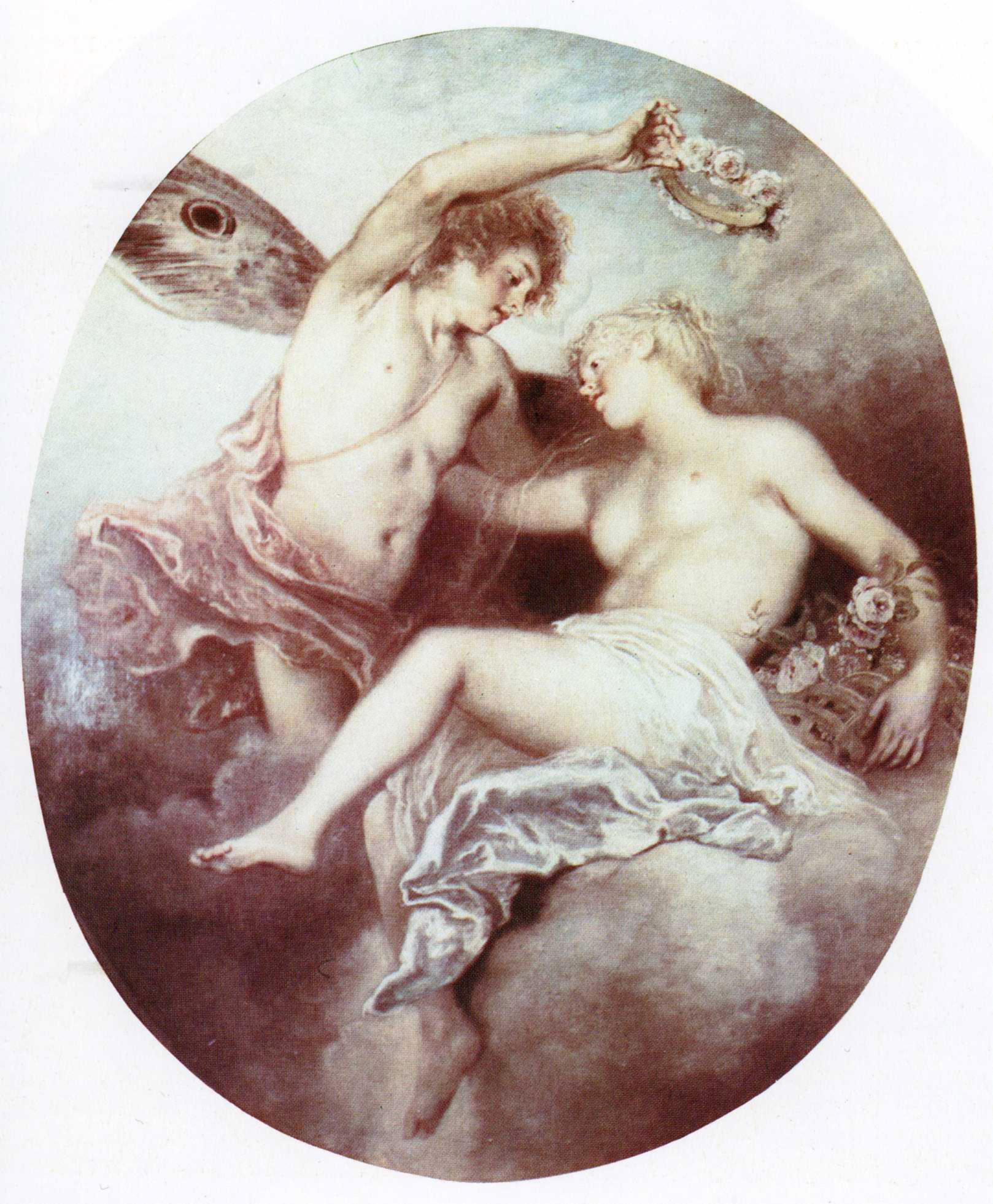
Wiosna, z alegorii pór roku.

Równolegle z tą serią Watteau pracował nad wieloma innymi obrazami, powiązanymi tematycznie z mitologicznymi aktami oraz takimi, które wpisywały się we wcześniej rzadki stosowany kształt owalny. Najpierw namalował szereg obrazów historycznych o klasycznym formacie, wzorując się na włoskich i holenderskich klasykach. Później obok Jowisza i Antiopy oraz Czterech pór roku powstały trzy dalsze owalne dzieła: Jesień, Rozbrojony Amor i Toaleta.
Z reguły wskazuje się, że obraz Jowisz i Antiopa był wzorowany na dziełach o tym samym tytule Antonia da Corregia i Tycjana, a także Zdjęciu z Krzyża Antoona van Dycka. Z tego ostatniego zaczerpnięte jest ułożenie rąk satyra.

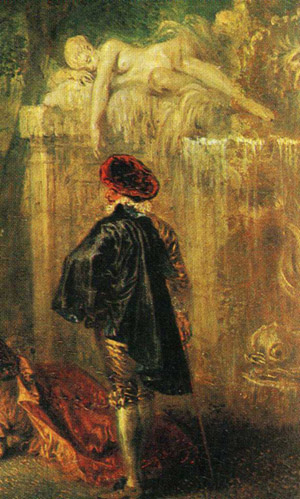
Fragment z Pól Elizejskich, ok. 1719.

W ramach przygotowań do stworzenia dzieła, powstały co najmniej trzy rysunki Wattau, w których wypracowywał sposób przedstawienia satyra. Jest wśród nich rysunek ze stojącym satyrem, jak i satyrem w leżącej pozie – którą wybrano do obrazu. Nie są znane żadne szkice do przedstawień Antiopy, jednak Watteau rysował już wcześniej wiele kobiecych aktów i studiów ułożenia, z których mógł korzystać przy malowaniu. Obecnie zaginiony jest rysunek przedstawiający obraz w całości, który posłużył miedziorytnikowi Anne-Claude-Philippe'owi jako podstawa do sztychu, opublikowanego po raz pierwszy przez Jules'a de Julienne'a.
Watteau podejmował temat śpiącej nimfy jeszcze w 1719 roku w obrazie Pola Elizejskie, przedstawiającym scenę z założenia ogrodowego przy Alejach Elizejskich Paryżu. Przy jego prawej krawędzi zwieńczeniem cokołu jest kamienny posąg Antiopy, w częstym u Watteau stylu żywej rzeźby. Poniżej znajduje się przedstawiona z tyłu postać elegancko ubranego mężczyzny, należącego do większej grupy ludzi przedstawionych na pierwszym planie (taką samą grupę pod posągiem Wenus namalował Watteau także na obrazie Wiejskie zabawy ok. 1720). Według Börscha-Supana, stary kawaler z obrazu jest zupełnym przeciwieństwem pożądliwego satyra – przygląda on się z takim samym zainteresowaniem kobietom, jak i figurze na cokole.

## Pochodzenie
Historia obrazu po jego powstaniu nie została ja dotąd w pełni wyjaśniona, zwłaszcza jego lokalizacja przed 1857 pozostawia wiele otwartych pytań.
Prawdopodobnie Watteau namalował obraz na zlecenie Pierre'a Crozata, dla którego w tym samym czasie tworzył też serię obrazów z alegoriami pór roku. Ta informacja znajduje się w katalogu wystawowym z Wiednia z 1966 roku i do dzisiaj pozostaje najpowszechniej zaakceptowaną hipotezą, lecz nie jest w pełni dowiedziona.
W 1857 obraz trafił na licytację kolekcji Theodore'a Patureau. Według katalogu był wcześniej własnością księcia Paula d'Arenberga. Z przodkami księcia Watteau faktycznie utrzymywał przyjacielskie kontakty na początku XVIII wieku. Zgodnie z pokwitowaniem sygnowanym przez Watteau z 14 maja 1717, Leopold Philippe von Arenberg kupił od niego dwa obrazy. W książce Jean de Juliennes et les graveurs de Watteau au XVIIIe siècle z 1929 roku E. Herold i A. Vuaflart zakładają, że 'Jupiter i Antiopa mógł być jednym z tych dwóch obrazów i na tej podstawie rozwijają teorię, że de Ligne zamówił obraz podczas podróży do Paryża w 1714, a po trzech latach powrócił, by go odebrać i zapłacić. Ta teoria jest jednak dzisiaj w dużej mierze odrzucana.
Nie jest wiadome, jak obraz trafił w posiadanie Patureau. Prawdopodobnie odkupił go od Paula d'Arenberga. W 1864 baron James de Rotschild kupił obraz, a w marcu 1868 zlecił jego ponowną licytację marszandowi Bourlonowi de Sarty'emu. Dzieło kupił Louis La Caze, jednak zmarł on w następnym roku i zapisał je Luwrowi. Tam obraz wisi do dziś.

### Konserwacja i zmiany
Stan zachowania obrazu jest stosunkowo zły. Z pomocą promieni rentgenowskich poprawiono liczne rysy, zwłaszcza w obszarze nieba i przy brzegach obrazu. Dalsze badania wykazały, że Antiopa wcześniej była ubrana w chustę, którą później usunięto. Nie wiadomo, czy chusta i późniejsze zmiany pochodzą od Watteau. Możliwe, że zarówno jej dodanie, jak i usunięcie zachodziły w późniejszym czasie. Prześwietlenie rentgenowskie i przede wszystkim szkice Watteau oraz współczesny mu miedzioryt Comtego de Caylusa udowadniają, że przynajmniej satyr został namalowany przez Watteau, co było kwestią sporną. Obalono również przypuszczenie, jakoby ostatni prywatny właściciel obrazu, Louis la Caze, miał wprowadzić poprawki na obrazie.

## Kopie
Obraz Jowisz i Antiopa był po swoim powstaniu wielokrotnie kopiowany. Dwie kopie nieznanego artysty są przechowywane w Luwrze, w dziale Service d’Etudes et de Documentation.
Wspominany wyżej miedzioryt Comtego de Caylusa powstał jeszcze za życia Watteau i trafił do kolekcji Jeana de Julienne'a Figures de différents caractères. Bazuje on przede wszystkim nie na obrazie, lecz na obecnie zaginionym rysunku Watteau. Istnieje rysunek na podstawie obrazu autorstwa Gabriela de Saint-Aubin, znajdujący się w Art Institute of Chicago.
Francuski malarz Lucien Lévy-Dhurmer namalował w 1890 obraz Widok ze studio Watteau, na którym Jowisz i Antiopa jest jednym z obrazów wiszących na ścianie. Inne dzieło, na którym Jowisz i Antiopa stanowią fragment kompozycji, to Salle la Caze Édouarda Vuillarda z 1922. Ernest Laurent skopiował obraz w 1966 jako grisaille, a w tym samym roku Claude Schurr stworzył swobodną, współczesną interpretację.

## W kulturze popularnej

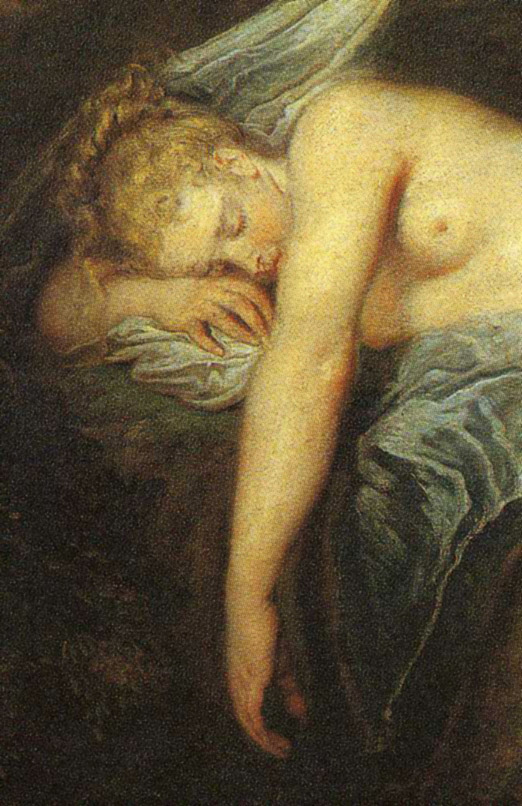
Fragment, który wykorzystano w okładce Pachnidła.

Powieść Patrick Süskinda Pachnidło w wydaniach wydawnictwa Diogenes od 1985 ma na okładce detal z Jupitera i Antiopy, z pachą śpiącej pośrodku. Może to symbolizować temat przewodni książki – uwodzenie zapachem. Powieść stała się międzynarodowym bestsellerem, została przetłumaczona na 46 języków i sprzedana w 15 milionach kopii. Ten sam obraz został użyty we wszystkich wersjach okładki z wyjątkiem amerykańskiego wydania w miękkiej okładce (z powodu przedstawienia kobiecego sutka), przez co obraz Watteau stał się sławny na całym świecie.
W 1971 w Paragwaju wyemitowano znaczek pocztowy z motywem śpiącej nimfy.